# Коста Райнов
Коста Райнов е български актьор и оперетен артист.

## Биография
Роден е на 8 април във Варна. По образование е юрист. Докато следва право, учи в драматично-театралната школа към Народния театър. Дебютира като актьор през сезон 1930/1931 в столичния театър „Стойчев“, където играе персонажи от ревю-комедии. По-късно се присъединява като стажант към Народния театър, където дебютира с ролята на Шута в комедията „Дванадесета нощ“ на Уилям Шекспир. Следва пътуване из България като част от трупата на пътуващия театър „Народна студия“.
През 1938 година, в продължение на година, е на специализация по пеене при Манберг във Виена. След нея, окончателно се установява в оперетното изкуство. Той е част или участник в създаването на оперетните театри „Одеон“, Кооперативен театър, Нов кооперативен театър, Художествен оперетен театър, Народна оперета и Държавен музикален театър „Стефан Македонски“, където завършва кариерата си.
Играе роли в следните оперети:
- „Старият рац“ от Имре Калман;
- „Айка“ от Парашкев Хаджиев;
- „Мадам Сан-Жен“ от Парашкев Хаджиев;
- „Дръж се, Жужи“ от Йосиф Цанков;
- „Царицата на чардаша“ от Имре Калман, където играе Ферибачи;
- „Прилепът“ от Йохан Щраус (син), където играе Фалке.[1]

Райнов е също автор на комедии и оперетни либрета. Негово дело е либрето на известната българска оперета „Българи от старо време“, както и на „Айка“ (съвместно с Иван Чаракчиев).
Умира на 20 април 1987 година.

## Филмография
- По дирята на безследно изчезналите (1978), 4 серии
- Иван Кондарев (1974), 2 серии - колега на Христакиев